# Clupeonella
Clupeonella is een geslacht van straalvinnige vissen uit de familie van haringen (Clupeidae).

## Soorten
- Clupeonella cultriventris (Nordmann, 1840)
- Clupeonella caspia Svetovidov, 1941
- Clupeonella engrauliformis (Borodin, 1904)
- Clupeonella grimmi Kessler, 1877
- Clupeonella tscharchalensis (Borodin, 1896)